# Calliphlox
Calliphlox és un gènere d'ocells de la família dels colibrís (Trochilidae) que ha patit recentment una forta reestructuració.

## Taxonomia
Dins aquest gènere s'incloïen quatre espècies:
- colibrí ametista (Calliphlox amethystina).
- colibrí magenta (Calliphlox bryantae) (=Philodice bryantae).
- colibrí de les Bahames (Calliphlox evelynae) (=Nesophlox evelynae).
- colibrí de Mitchell (Calliphlox mitchellii) (=Philodice mitchellii).

Actualment únicament la primera d'elles roman dins aquest gènere, arran treballs recents.